# Zuchra Bajramkułowa
Zuchra Abdurachmanowna Bajramkułowa (ros. Зухра́ Абдурахма́новна Байрамку́лова, ur. 30 sierpnia 1940 w Kisłowodzku, zm. 10 kwietnia 2013 we wsi Uczkiekien w Karaczajo-Czerkiesji) – radziecka działaczka partyjna, Bohater Pracy Socjalistycznej (1971).

## Życiorys
Karaczajka, w latach 1956–1963 pracowała w zakładzie bawełny, później na budowie i w sowchozie. Od 1960 należała do KPZR, od 1963 pracowała jako dójka w sowchozie w Karaczajo-Czerkieskim Obwodzie Autonomicznym. Uchwałą Prezydium Rady Najwyższej ZSRR z 8 kwietnia 1971 „za wybitne osiągnięcia w rozwoju produkcji rolnej i wykonania pięcioletniego planu sprzedaży państwowych produktów rolnych i zwierząt gospodarskich” otrzymała tytuł Bohatera Pracy Socjalistycznej. Była delegatem na XXV Zjazd KPZR, 1990–1961 członkiem KC KPZR, 1974–1989 deputowana do Rady Najwyższej ZSRR od 9 do 11 kadencji.

## Odznaczenia
- Medal Sierp i Młot Bohatera Pracy Socjalistycznej (8 kwietnia 1971)
- Order Lenina (8 kwietnia 1971)
- Order Rewolucji Październikowej
- Order „Znak Honoru”